# Ministri degli affari esteri della Spagna
Questo elenco comprende le persone incaricate, all'interno del governo, della politica estera della Spagna dal 1714 ad oggi.

## Storia
Tra il 1714 (anno della riforma dell'esecutivo da parte di Filippo V) e il 1833 (fine del regno di Ferdinando VII di Spagna), si occupava delle politiche estere lo stesso titolare dell'esecutivo che era chiamato «segretario di Stato» e reggeva l'ufficio su delega diretta del re di Spagna, il quale concentrava su di sé tutti i poteri di monarca assoluto.
Dal 1833 la carica assume il nome di segretario di Stato con rango di ministro e in tempi più moderni il titolo è ministro degli affari esteri e della cooperazione (ministro de Asuntos Exteriores y Cooperación).

## Filippo V
- 3 dicembre 1714 - 14 gennaio 1724: José de Grimaldo y Gutiérrez de Solórzano, marchese di Grimaldo (anche se in pratica l'uomo forte a corte fino al 1719 era l'ambasciatore di Parma Giulio Alberoni).

## Luigi I
- 14 gennaio 1724 - 31 agosto 1724: Juan Bautista Orendáin y Azpilicueta.

## Filippo V
- 4 settembre 1724 - 12 dicembre 1725: José de Grimaldo y Gutiérrez de Solórzano, marchese di Grimaldo
- 12 dicembre 1725 - 14 aprile 1726: Juan Guillermo Ripperdá, barone e poi duca di Ripperdá
- 14 aprile 1726 - 1 ottobre 1726: José de Grimaldo y Gutiérrez de Solórzano, marchese de Grimaldo
- 1 ottobre 1726 - 21 novembre 1734: Juan Bautista Orendáin y Azpilicueta
- 21 novembre 1734 - 3 novembre 1736: José Patiño y Rosales (ad interim)
- 26 novembre 1736 - 4 dicembre 1746: Sebastián de la Cuadra y Llarena, marchese di Villarías

## Ferdinando VI
- 4 dicembre 1746 - 9 aprile 1754: José de Carvajal y Lancaster
- 9 aprile 1754 - 15 maggio 1754: Fernando de Silva y Álvarez de Toledo, duca d'Alba (ad interim)
- 15 maggio 1754 - 1759: Ricardo Wall y Devreux

## Carlo III
- 1759 – 9 ottobre 1763: Ricardo Wall y Devreux
- 9 ottobre 1763 - 19 febbraio 1777: Pablo Jerónimo de Grimaldi y Pallavicini, marchese e poi duca di Grimaldi
- 19 febbraio 1777 - 1788: José Moñino y Redondo, conte di Floridablanca.

## Carlo IV
- 1788 - 28 febbraio 1792: José Moñino y Redondo, conte di Floridablanca.
- 28 febbraio 1792 - 15 novembre 1792: Pedro Pablo Abarca de Bolea, conte di Aranda
- 15 novembre 1792 - 30 marzo 1798: Manuel Godoy y Álvarez de Faria, duqca di Alcudia e Principe de la Paz
- 30 marzo 1798 - 22 ottobre 1798: Francisco de Saavedra y Sangronis
- 22 febbraio 1799 - 13 dicembre 1800: Mariano Luis de Urquijo y Muga
- 13 dicembre 1800 - 19 marzo 1808: Pedro Cevallos Guerra

## Ferdinando VII e la Giunta suprema di governo
- 19 marzo 1808 - 7 luglio 1808: Pedro Cevallos Guerra

## Guerra d'indipendenza spagnola e Giuseppe I
- 7 luglio 1808 - 1 agosto 1808: Pedro Cevallos Guerra
- 11 agosto 1808 - 15 giugno 1811: Manuel Negrete de la Torre
- 15 giugno 1811 - 27 giugno 1813: Miguel José Azanza Alegría

## Guerra d'indipendenza spagnola: Reggenza in nome di Fernando VII
- 15 ottobre 1808 - 5 gennaio 1809: Pedro Cevallos Guerra
- 5 gennaio 1809 - 13 ottobre 1809: Martín Garay Perales (ad interim)
- 13 ottobre 1809 - 30 ottobre 1809: Eusebio Bardají Azara (Pedro de Rivero ad interim fino all'arrivo del titolare)
- 30 ottobre 1809 - 31 gennaio 1810: Francisco de Saavedra
- 31 gennaio 1810 - 20 marzo 1810: Nicolás Ambrosio Garro y Arizcun (ad interim)
- 20 marzo 1810 - 6 febbraio 1812: Eusebio Bardají Azara (ad interim fino al 27 maggio 1810)
- 6 febbraio 1812 - 12 maggio 1812: José García de León y Pizarro (ad interim)
- 12 maggio 1812 - 23 giugno 1812: Ignacio Pezuela (ad interim)
- 23 giugno 1812 - 27 settembre de 1812: Carlos Martínez de Irujo y Tacón (Ignacio Pezuela ad interim in assenza del titolare)
- 27 settembre 1812 - 11 luglio 1813: Pedro Gómez Labrador
- 11 luglio 1813 - 10 ottobre 1813: Antonio Cano Manuel Ramírez de Arellano (ad interim)
- 10 ottobre 1813 - 6 dicembre 1813: Juan O'Donojú (ad interim)
- 6 dicembre de 1813 - 4 maggio 1814: José Luyando (ad interim)

## Ferdinando VII
- 4 maggio 1814 - 15 novembre 1814: José Miguel Carvajal Manrique
- 15 novembre 1814 - 26 gennaio 1816: Pedro Cevallos Guerra
- 26 gennaio 1816 - 30 ottobre 1816: Pedro Cevallos Guerra
- 30 ottobre 1816 - 14 settembre 1818: José García de León y Pizarro
- 14 settembre 1818 - 12 giugno 1819: Carlos Martínez de Irujo y Tacón (ad interim)
- 12 giugno 1819 - 12 settembre 1819: Manuel González Salmón
- 12 settembre 1819 - 18 marzo 1820: Joaquín José Melgarejo y Saurín
- 18 marzo 1820 - 2 marzo 1821: Evaristo Pérez de Castro
- 2 marzo 1821 - 4 marzo 1821: Joaquín Anduaga Cuenca (ad interim)
- 4 marzo 1821 - 8 gennaio 1822: Eusebio Bardají Azara (ad interim fino all'arrivo del titolare: Joaquín Anduaga Cuenca (4 marzo 1821 - 23 aprile 1821) e Francisco de Paula Escudero, 23 aprile 1821)
- 8 gennaio 1822 - 24 gennaio 1822: Ramón López Pelegrín (ad interim)
- 24 gennaio 1822 - 30 gennaio 1822: José Gabriel de Silva - Bazán y Waldstein
- 30 gennaio 1822 - 28 febbraio 1822: Ramón López Pelegrín (ad interim)
- 28 febbraio 1822 - 5 agosto 1822: Francisco Martínez de la Rosa
- 5 agosto 1822 - 23 aprile 1823: Evaristo Fernández de San Miguel (ad interim dal 2 marzo 1823)
- Álvaro Flórez Estada nombrado ministro pero no llegó a tomar posesión.
- 23 aprile 1823 - 7 maggio 1823: José Manuel Vadillo (ad interim)
- 7 maggio 1823 - 13 maggio 1823: Santiago Usoz y Moxi
- 13 maggio 1823 - 29 agosto 1823: José María Pando
- 29 agosto 1823 - 4 settembre 1823: Juan Antonio Yandiola Garay (ad interim)
- 4 settembre 1823 - 30 settembre 1823: José Luyando
- 27 maggio 1823 - 7 agosto 1823 Antonio Vargas Luna Nominato dalla reggenza in opposizione alle Cortes durante la invasione della spedizione di Spagna. Non prese possesso della carica e Victor Damián Sáez assunse ad interim la funzione.
- 7 agosto 1823 - 2 dicembre 1823: Victor Damián Sáez Nominato dalla reggenza fu confermato da Ferdinando VII il 1 settembre. Luis María Salazar Salazar ad interim in assenza del titolare (19 agosto 1823 - 1 ottobre 1823).
- 2 dicembre 1823 - 18 gennaio 1824: Carlos Martínez de Irujo y Tacón
- 18 gennaio 1824 - 11 luglio 1824: Narciso Heredia y Begines de los Ríos
- 11 luglio 1824 - 24 ottobre 1825: Francisco Cea Bermúdez
- 24 ottobre 1825 - 19 agosto 1826: Pedro Alcántara Álvarez de Toledo y Salm - Salm
- 19 agosto 1826 - 20 gennaio 1832: Manuel González Salmón (ad interim)
- 20 gennaio 1832 - 1 ottobre 1832: Antonio de Saavedra y Frígola (ad interim); Francisco Tadeo Calomarde fino all'arrivo del titolare (20 gennaio 1832 - 22 febbraio 1832)
- 1 ottobre 1832 - 29 settembre 1833 Francisco Cea Bermúdez; José Cafranga Costilla ad interim in assenza del titolare (1 ottobre 1832 - 29 novembre 1832)

## Isabella II
| Espectro político                                                                     |
| ------------------------------------------------------------------------------------- |
| Partito Progressista Partido Moderado Unión Liberal Centro Parlamentario Indipendente |

### Reggenza di Maria Cristina di Borbone-Due Sicilie (1833-1840)
| Ministro | Ministro                              | Ministro              | Partito      | Governo                                           | Inizio            | Fine              |  |
| -------- | ------------------------------------- | --------------------- | ------------ | ------------------------------------------------- | ----------------- | ----------------- |  |
|          | Francisco Cea Bermúdez                |                       |              | Francisco Cea Bermúdez                            | 29 settembre 1833 | 15 gennaio 1834   |  |
|          | Francisco Martínez de la Rosa         |                       | Moderado     | Francisco Martínez de la Rosa                     | 15 gennaio 1834   | 7 giugno 1835     |  |
|          | José María Queipo de Llano            |                       | Moderado     | José María Queipo de Llano                        | 7 giugno 1835     | 14 settembre 1835 |  |
|          | Miguel Ricardo de Álava               |                       | Progressista | Miguel Ricardo de Álava (Sr. Mendizibal de facto) | 14 settembre 1835 | 25 settembre 1835 |  |
|          | Juan Álvarez Mendizábal               |                       | Progressista | Miguel Ricardo de Álava (Sr. Mendizibal de facto) | 25 settembre 1835 | 27 aprile 1836    |  |
|          | Ildefonso Díez de Rivera              |                       | Progressista | Miguel Ricardo de Álava (Sr. Mendizibal de facto) | 27 aprile 1836    | 15 maggio 1836    |  |
|          | Francisco Javier de Istúriz           |                       | Moderado     | Francisco Javier de Istúriz                       | 15 maggio 1836    | 14 agosto 1836    |  |
|          | José María Calatrava                  |                       | Progressista | José María Calatrava                              | 15 maggio 1836    | 18 agosto 1837    |  |
|          | Eusebio Bardají Azara                 |                       | Progressista | Baldomero Espartero                               | 18 agosto 1837    | 16 dicembre 1837  |  |
|          | Eusebio Bardají Azara                 | Eusebio Bardají Azara | Progressista |                                                   | 18 agosto 1837    | 16 dicembre 1837  |  |
|          | Narciso Heredia y Begines de los Ríos |                       | Moderado     | Narciso Heredia y Begines de los Ríos             | 16 maggio 1837    | 6 settembre 1838  |  |
|          | Bernardino Fernández de Velasco       |                       | Moderado     | Bernardino Fernández de Velasco                   | 6 settembre 1838  | 9 dicembre 1838   |  |
|          | Evaristo Pérez de Castro              |                       | Moderado     | Evaristo Pérez de Castro                          | 9 dicembre 1838   | 19 luglio 1840    |  |
|          | José del Castillo y Ayensa            |                       | Moderado     | Evaristo Pérez de Castro                          | 19 luglio 1840    | 20 luglio 1840    |  |
|          | Mauricio Carlos de Onís               |                       | Progressista | Antonio González y González                       | 20 luglio 1840    | 29 agosto 1840    |  |
|          | Mauricio Carlos de Onís               | Valentín Ferraz       | Progressista |                                                   | 20 luglio 1840    | 29 agosto 1840    |  |
|          | Juan Antoine y Zayas                  |                       | Progressista | Modesto Cortázar                                  | 29 agosto 1840    | 11 settembre 1840 |  |
|          | Vicente Sancho                        |                       | Progressista | Vicente Sancho                                    | 11 settembre 1840 | 16 settembre 1840 |  |

### Reggenza di Baldomero Espartero
| Ministro | Ministro                    | Ministro             | Partito      | Governo                     | Inizio            | Fine           |  |
| -------- | --------------------------- | -------------------- | ------------ | --------------------------- | ----------------- | -------------- |  |
|          | Joaquín María Ferrer        |                      | Progressista | Baldomero Espartero         | 16 settembre 1840 | 20 maggio 1841 |  |
|          | Joaquín María Ferrer        | Joaquín María Ferrer | Progressista |                             | 16 settembre 1840 | 20 maggio 1841 |  |
|          | Antonio González y González |                      | Progressista | Antonio González y González | 20 maggio 1841    | 17 giugno 1842 |  |
|          | Ildefonso Díez de Rivera    |                      | Progressista | José Ramón Rodil y Campillo | 17 giugno 1842    | 9 maggio 1843  |  |

### Maggiore età di Isabella II di Spagna
| Ministro | Ministro                                  | Ministro                    | Partito              | Governo                               | Inizio              | Fine                |  |
| -------- | ----------------------------------------- | --------------------------- | -------------------- | ------------------------------------- | ------------------- | ------------------- |  |
|          | Manuel María de Aguilar                   |                             | Progressista         | Joaquín María López                   | 9 maggio 1843       | 19 maggio 1843      |  |
|          | Olegario de los Cuetos                    |                             | Progressista         | Álvaro Gómez Becerra                  | 19 maggio 1843      | 23 luglio 1843      |  |
|          | Joaquín de Frías                          |                             | Progressista         | Joaquín María Ferrer                  | 25 luglio 1843      | 20 novembre 1843    |  |
|          | Salustiano Olózaga                        |                             | Progressista         | Salustiano Olózaga\| 20 novembre 1843 | 29 novembre 1843    |                     |  |
|          | Luis González Bravo                       |                             | Moderado             | Luis González Bravo                   | 29 novembre 1843    | 3 maggio 1844       |  |
|          | Manuel de la Pezuela y Ceballos           |                             | Moderado             | Ramón María Narváez                   | 3 maggio 1844       | 1 luglio 1844       |  |
|          | Ramón María Narváez                       |                             | Moderado             | Ramón María Narváez                   | 1 luglio 1844       | 21 agosto 1844      |  |
|          | Francisco Martínez de la Rosa             |                             | Moderado             | Ramón María Narváez                   | 21 agosto 1844      | 12 febbraio de 1846 |  |
|          | Manuel Pando Fernández de Pinedo          |                             | Moderado             | Manuel Pando Fernández de Pinedo      | 12 febbraio de 1846 | 16 marzo 1846       |  |
|          | Ramón María Narváez interino              |                             | Moderado             | Ramón María Narváez                   | 16 marzo 1846       | 5 aprile 1846       |  |
|          | Francisco Javier de Istúriz               |                             | Moderado             | Francisco Javier de Istúriz           | 5 aprile 1846       | 28 gennaio 1847     |  |
|          | Carlos Martínez de Irujo y McKean         |                             | Moderado             | Carlos Martínez de Irujo y McKean     | 28 gennaio 1847     | 28 marzo 1847       |  |
|          | Joaquín Francisco Pacheco                 |                             | Moderado             | Joaquín Francisco Pacheco             | 28 marzo 1847       | 31 agosto 1847      |  |
|          | Antonio Caballero interino                |                             | Moderado             | Florencio García Goyena               | 31 agosto 1847      | 12 settembre 1847   |  |
|          | Modesto Cortázar                          |                             | Moderado             | Florencio García Goyena               | 12 settembre 1847   | 4 ottobre 1847      |  |
|          | Ramón María Narváez                       |                             | Moderado             | Ramón María Narváez                   | 4 ottobre 1847      | 23 ottobre 1847     |  |
|          | Carlos Martínez de Irujo y McKean         |                             | Moderado             | Ramón María Narváez                   | 23 ottobre 1847     | 29 luglio 1848      |  |
|          | Pedro José Pidal                          |                             | Moderado             | Ramón María Narváez                   | 29 luglio 1848      | 19 ottobre 1849     |  |
|          | Salvador Cea Bermúdez                     |                             | Moderado             | Serafín María de Sotto                | 19 ottobre 1849     | 20 ottobre 1849     |  |
|          | Pedro José Pidal                          |                             | Moderado             | Ramón María Narváez                   | 20 ottobre 1849     | 14 gennaio 1851     |  |
|          | Manuel Bertrán de Lis y Ribes             |                             | Moderado             | Juan Bravo Murillo                    | 14 gennaio 1851     | 23 maggio 1851      |  |
|          | Manuel Pando Fernández de Pinedo          |                             | Moderado             | Juan Bravo Murillo                    | 23 maggio 1851      | 7 agosto 1852       |  |
|          | Manuel Bertrán de Lis y Ribes             |                             | Moderado             | Juan Bravo Murillo                    | 7 agosto 1852       | 14 dicembre 1852    |  |
|          | Federico Roncali                          |                             | Moderado             | Federico Roncali                      | 14 dicembre 1852    | 14 aprile 1853      |  |
|          | Luis López de la Torre Ayllón             |                             | Moderado             | Francisco Lersundi Hormaechea         | 14 aprile 1853      | 21 giugno 1853      |  |
|          | Ángel Calderón de la Barca                |                             | Moderado             | Francisco Lersundi Hormaechea         | 21 giugno 1853      | 17 luglio 1854      |  |
|          | Ángel Calderón de la Barca                | Luis José Sartorius         | Moderado             |                                       | 21 giugno 1853      | 17 luglio 1854      |  |
|          | no hay nombramiento                       |                             |                      | Fernando Fernández de Córdoba         | 17 luglio 1854      | 18 luglio 1854      |  |
|          | Luis Mayans                               |                             | Moderado             | Duque de Rivas                        | 18 luglio 1854      | 20 luglio 1854      |  |
|          | Luis Mayans                               | Baldomero Espartero         | Moderado             |                                       | 18 luglio 1854      | 20 luglio 1854      |  |
|          | Joaquín Francisco Pacheco                 |                             | Progressista         | 30 luglio 1854                        | 28 novembre 1854    |                     |  |
|          | Claudio Antón de Luzuriaga                |                             | Progressista         | 28 novembre 1854                      | 11 giugno 1855      |                     |  |
|          | Juan de Zavala y de la Puente             |                             | Progressista         | 11 giugno 1855                        | 14 luglio 1856      |                     |  |
|          | Nicomedes Pastor Díaz                     |                             | Centro Parlamentario | Leopoldo O'Donnell                    | 14 luglio 1855      | 12 ottobre 1856     |  |
|          | Pedro José Pidal                          |                             | Moderado             | Ramón María Narváez                   | 12 ottobre 1856     | 15 ottobre 1857     |  |
|          | Leopoldo Augusto de Cueto                 |                             | Moderado             | Francisco Armero Peñaranda            | 15 ottobre 1857     | 25 ottobre 1857     |  |
|          | Francisco Martínez de la Rosa             |                             | Moderado             | Francisco Armero Peñaranda            | 25 ottobre 1857     | 14 gennaio 1858     |  |
|          | Francisco Javier de Istúriz               |                             | Moderado             | Francisco Javier de Istúriz           | 14 gennaio 1858     | 30 giugno 1858      |  |
|          | Leopoldo O'Donnell interino               |                             | Unión Liberal        | Leopoldo O'Donnell                    | 30 giugno 1858      | 2 luglio 1858       |  |
|          | Saturnino Calderón Collantes              |                             | Unión Liberal        | Leopoldo O'Donnell                    | 2 luglio 1858       | 17 gennaio 1863     |  |
|          | Francisco Serrano y Domínguez             |                             | Unión Liberal        | Leopoldo O'Donnell                    | 17 gennaio 1863     | 2 marzo 1863        |  |
|          | Manuel Pando Fernández de Pinedo          |                             | Moderado             | Manuel Pando Fernández de Pinedo      | 2 marzo 1863        | 1 marzo 1864        |  |
|          | Manuel Pando Fernández de Pinedo          | Lorenzo Arrazola            | Moderado             |                                       | 2 marzo 1863        | 1 marzo 1864        |  |
|          | Joaquín Francisco Pacheco                 |                             | Moderado             | Alejandro Mon y Menéndez              | 1 marzo 1864        | 16 settembre 1864   |  |
|          | Alejandro Llorente                        |                             | Moderado             | Ramón María Narváez                   | 16 settembre 1864   | 12 dicembre 1864    |  |
|          | Antonio Benavides Fernández de Navarrete  |                             | Moderado             | Ramón María Narváez                   | 12 dicembre 1864    | 8 giugno 1865       |  |
|          | Lorenzo Arrazola                          |                             | Moderado             | Ramón María Narváez                   | 8 giugno 1865       | 21 giugno 1865      |  |
|          | Manuel Bermúdez de Castro y Díez          |                             | Unión Liberal        | Leopoldo O'Donnell                    | 21 giugno 1865      | 10 luglio 1866      |  |
|          | Manuel Pando Fernández de Pinedo interino |                             | Moderado             | Ramón María Narváez                   | 10 luglio 1866      | 13 luglio 1866      |  |
|          | Eusebio Calonge                           |                             | Moderado             | Ramón María Narváez                   | 13 luglio 1866      | 9 giugno 1867       |  |
|          | Alejandro de Castro Casal                 |                             | Moderado             | Ramón María Narváez                   | 9 giugno 1867       | 27 giugno 1867      |  |
|          | Lorenzo Arrazola                          |                             | Moderado             | Ramón María Narváez                   | 27 giugno 1867      | 23 aprile 1868      |  |
|          | Federico Roncali                          |                             | Moderado             | Luis González Bravo                   | 23 aprile 1868      | 20 settembre 1868   |  |
|          | Federico Roncali                          | José Gutiérrez de la Concha | Moderado             |                                       | 23 aprile 1868      | 20 settembre 1868   |  |

## Sessennio democratico (1868-1874)
| Espectro político                                                                                                   |
| --- |
| Partito Progressista Unión Liberal Partido Constitucionalista Partido Demócrata-Radical Partido Republicano Federal |

### Governo provvisorio e Reggenza di Serrano
| Ministro | Ministro                         | Ministro | Partito         | Governo              | Inizio            | Fine              |  |
| -------- | -------------------------------- | -------- | --------------- | -------------------- | ----------------- | ----------------- |  |
|          | Juan Álvarez de Lorenzana        |          | Unión Liberal   | Francisco Serrano    | 8 ottobre 1869    | 21 settembre 1869 |  |
|          | Manuel Silvela y de Le Vielleuze |          | P. Progressista | Juan Prim            | 21 settembre 1869 | 1 novembre 1869   |  |
|          | Cristino Martos                  |          | P. Progressista | Juan Prim            | 1 novembre 1869   | 9 gennaio 1870    |  |
|          | Práxedes Mateo Sagasta           |          | P. Progressista | Juan Prim            | 9 gennaio 1870    | 27 dicembre 1870  |  |
|          | Juan Bautista Topete             |          | P. Progressista | Juan Bautista Topete | 27 dicembre 1870  | 9 gennaio 1871    |  |

### Regno di Amedeo di Savoia (1871-1873)
| Ministro | Ministro                      | Ministro               | Partito            | Governo              | Inizio           | Fine             |  |
| -------- | ----------------------------- | ---------------------- | ------------------ | -------------------- | ---------------- | ---------------- |  |
|          | Cristino Martos               | 75px                   | Unión Liberal      | Francisco Serrano    | 4 gennaio 1871   | 24 luglio 1871   |  |
|          | Fernando Fernández de Córdova |                        | Democratico        | Manuel Ruiz Zorrilla | 24 luglio 1871   | 5 ottobre 1871   |  |
|          | José Malcampo                 |                        | Constitucionalista | José Malcampo        | 5 ottobre 1871   | 20 novembre 1871 |  |
|          | Bonifacio de Blas             |                        | Constitucionalista | José Malcampo        | 20 novembre 1871 | 26 maggio 1872   |  |
|          | Bonifacio de Blas             | Práxedes Mateo Sagasta | Constitucionalista |                      | 20 novembre 1871 | 26 maggio 1872   |  |
|          | Augusto Ulloa                 |                        | Constitucionalista | Francisco Serrano    | 26 maggio 1872   | 13 giugno 1872   |  |
|          | Cristino Martos               |                        | Demócrata          | Manuel Ruiz Zorrilla | 13 giugno 1872   | 11 febbraio 1873 |  |

### Prima Repubblica spagnola (1873-1874)
| Ministro | Ministro               | Ministro               | Partito                    | Governo                       | Inizio           | Fine             |  |
| -------- | ---------------------- | ---------------------- | -------------------------- | ----------------------------- | ---------------- | ---------------- |  |
|          | Emilio Castelar        |                        | Republicano                | Estanislao Figueras           | 11 febbraio 1873 | 11 giugno 1873   |  |
|          | José Muro              |                        | Republicano                | Francesc Pi i Margall         | 11 giugno 1873   | 28 giugno 1873   |  |
|          | Eleuterio Maisonnave   |                        | Republicano                | Francesc Pi i Margall         | 28 giugno 1873   | 18 luglio 1873   |  |
|          | Santiago Soler y Pla   |                        | Republicano Unitario       | Nicolás Salmerón              | 18 luglio 1873   | 4 settembre 1873 |  |
|          | carica vacante         |                        | 4 settembre 1873           | Nicolás Salmerón              | 8 settembre 1873 |                  |  |
|          | José Carvajal Hué      |                        | Republicano Unitario       | Emilio Castelar               | 8 settembre 1873 | 3 gennaio 1874   |  |
|          | Práxedes Mateo Sagasta |                        | Partido Constitucionalista | Francisco Serrano y Domínguez | 3 gennaio 1874   | 26 febbraio 1874 |  |
|          | Augusto Ulloa          |                        | Partido Constitucionalista | Juan Zabala de la Puente      | 26 febbraio 1874 | 31 dicembre 1874 |  |
|          | Augusto Ulloa          | Práxedes Mateo Sagasta | Partido Constitucionalista |                               | 26 febbraio 1874 | 31 dicembre 1874 |  |

## Restaurazione borbonica in Spagna
| Espectro político                                                                                |
| ------------------------------------------------------------------------------------------------ |
| Partido Liberal Partido Conservador Independiente Militar Unión Patriótica afines a la monarquía |

### Regno di Alfonso XII (1874-1885)
| Ministro | Ministro                                    | Ministro | Partito     | Governo                      | Inizio            | Fine              |  |
| -------- | ------------------------------------------- | -------- | ----------- | ---------------------------- | ----------------- | ----------------- |  |
|          | Alejandro de Castro Casal                   |          | Conservador | Antonio Cánovas del Castillo | 31 dicembre 1874  | 12 settembre 1875 |  |
|          | Emilio Alcalá Galiano                       |          | Conservador | Joaquín Jovellar             | 12 settembre 1875 | 2 dicembre 1875   |  |
|          | Fernando Calderón Collantes                 |          | Conservador | Antonio Cánovas del Castillo | 2 dicembre 1875   | 14 gennaio 1877   |  |
|          | Francisco Silvela                           |          | Conservador | Antonio Cánovas del Castillo | 14 gennaio 1877   | 7 marzo 1879      |  |
|          | Francisco de Borja Queipo de Llano interino |          | Conservador | Arsenio Martínez-Campos      | 7 marzo 1879      | 15 marzo 1879     |  |
|          | Mariano Roca                                |          | Conservador | Arsenio Martínez-Campos      | 15 marzo 1879     | 16 maggio 1879    |  |
|          | Carlos Manuel O'Donnell                     |          | Conservador | Arsenio Martínez-Campos      | 16 maggio 1879    | 9 dicembre 1879   |  |
|          | Francisco de Borja Queipo de Llano          |          | Conservador | Antonio Cánovas del Castillo | 9 dicembre 1879   | 20 gennaio 1880   |  |
|          | Antonio Cánovas del Castillo interino       |          | Conservador | Antonio Cánovas del Castillo | 20 gennaio 1880   | 8 febbraio 1881   |  |
|          | Antonio Aguilar y Correa                    |          | Liberal     | Práxedes Mateo Sagasta       | 8 febbraio 1881   | 13 ottobre 1883   |  |
|          | Servando Ruiz Gómez                         |          | Liberal     | Joaquín Jovellar             | 13 ottobre 1883   | 18 gennaio 1884   |  |
|          | José Elduayen Gorriti                       |          | Conservador | Antonio Cánovas del Castillo | 18 gennaio 1884   | 27 novembre 1885  |  |

### Regno di Alfonso XIII (1885-1931)

#### Reggenza di Maria Cristina di Asburgo-Lorena (1885-1902)
| Ministro | Ministro                                  | Ministro                  | Partito     | Governo                      | Inizio           | Fine             |  |
| -------- | ----------------------------------------- | ------------------------- | ----------- | ---------------------------- | ---------------- | ---------------- |  |
|          | Segismundo Moret                          |                           | Liberal     | Práxedes Mateo Sagasta       | 27 novembre 1885 | 14 giugno 1888   |  |
|          | Antonio Aguilar y Correa                  |                           | Liberal     | Práxedes Mateo Sagasta       | 14 giugno 1888   | 5 luglio 1890    |  |
|          | Carlos Manuel O'Donnell                   |                           | Conservador | Antonio Cánovas del Castillo | 5 luglio 1890    | 11 dicembre 1892 |  |
|          | Antonio Aguilar y Correa                  |                           | Liberal     | Práxedes Mateo Sagasta       | 11 dicembre 1892 | 5 aprile 1893    |  |
|          | Segismundo Moret                          |                           | Liberal     | Práxedes Mateo Sagasta       | 5 aprile 1893    | 4 novembre 1894  |  |
|          | Alejandro Groizard                        |                           | Liberal     | Práxedes Mateo Sagasta       | 5 aprile 1893    | 23 marzo 1895    |  |
|          | Carlos Manuel O'Donnell                   |                           | Conservador | Antonio Cánovas del Castillo | 23 marzo 1895    | 19 gennaio 1896  |  |
|          | José Elduayen Gorriti                     |                           | Conservador | Antonio Cánovas del Castillo | 19 gennaio 1896  | 3 marzo 1896     |  |
|          | Carlos Manuel O'Donnell                   |                           | Conservador | Antonio Cánovas del Castillo | 3 marzo 1896     | 4 ottobre 1897   |  |
|          | Carlos Manuel O'Donnell                   | Marcelo Azcárraga Palmero | Conservador |                              | 3 marzo 1896     | 4 ottobre 1897   |  |
|          | Pío Gullón Iglesias                       |                           | Liberal     | Práxedes Mateo Sagasta       | 4 ottobre 1897   | 18 maggio 1898   |  |
|          | José Gutiérrez Agüera interino            |                           | Liberal     | Práxedes Mateo Sagasta       | 18 maggio 1897   | 24 maggio 1898   |  |
|          | Juan Manuel Sánchez y Gutiérrez de Castro |                           | Liberal     | Práxedes Mateo Sagasta       | 24 maggio 1898   | 4 marzo 1899     |  |
|          | Francisco Silvela                         |                           | Conservador | Francisco Silvela            | 4 marzo 1899     | 18 aprile 1900   |  |
|          | Ventura García Sancho Ibarrondo           |                           | Conservador | Francisco Silvela            | 18 aprile 1900   | 6 marzo 1901     |  |
|          | Ventura García Sancho Ibarrondo           | Marcelo Azcárraga Palmero | Conservador |                              | 18 aprile 1900   | 6 marzo 1901     |  |
|          | Juan Manuel Sánchez y Gutiérrez de Castro |                           | Liberal     | Práxedes Mateo Sagasta       | 6 marzo 1901     | 6 dicembre 1902  |  |

#### Maggiore età di Alfonso XIII
| Ministro | Ministro                                       | Ministro                        | Partito          | Governo                                        | Inizio            | Fine              |  |
| -------- | ---------------------------------------------- | ------------------------------- | ---------------- | ---------------------------------------------- | ----------------- | ----------------- |  |
|          | Juan Manuel Sánchez y Gutiérrez de Castro      |                                 | Liberal          | Práxedes Mateo Sagasta                         | 6 marzo 1901      | 6 dicembre 1902   |  |
|          | Buenaventura Abarzuza Ferrer                   |                                 | Conservador      | Francisco Silvela                              | 6 dicembre 1902   | 20 luglio 1903    |  |
|          | Manuel Mariátegui y Vinyals                    |                                 | Conservador      | Raimundo Fernández Villaverde                  | 20 luglio 1903    | 5 dicembre 1903   |  |
|          | Faustino Rodríguez-San Pedro                   |                                 | Conservador      | Antonio Maura                                  | 5 dicembre 1903   | 16 dicembre 1904  |  |
|          | Buenaventura Abarzuza Ferrer                   |                                 | Conservador      | Marcelo Azcárraga Palmero                      | 16 dicembre 1904  | 27 gennaio 1905   |  |
|          | Wenceslao Ramírez de Villaurrutia              |                                 | Conservador      | Raimundo Fernández Villaverde                  | 27 gennaio 1905   | 23 giugno 1905    |  |
|          | Felipe Sánchez Román                           |                                 | Liberal          | Eugenio Montero Ríos                           | 23 giugno 1905    | 31 ottobre 1905   |  |
|          | Pío Gullón Iglesias                            |                                 | Liberal          | Eugenio Montero Ríos                           | 31 ottobre 1905   | 1 dicembre 1905   |  |
|          | Juan Manuel Sánchez y Gutiérrez de Castro      |                                 | Liberal          | Segismundo Moret                               | 1 dicembre 1905   | 23 giugno 1906    |  |
|          | Emilio de Ojeda y Perpiñán interino            |                                 | Liberal          | Segismundo Moret                               | 23 giugno 1906    | 30 giugno 1906    |  |
|          | Juan Pérez Caballero y Ferrer                  |                                 | Liberal          | Segismundo Moret                               | 30 giugno 1906    | 6 luglio 1906     |  |
|          | Pío Gullón Iglesias                            |                                 | Liberal          | José López Domínguez                           | 6 luglio 1906     | 30 novembre 1906  |  |
|          | Juan Pérez Caballero y Ferrer                  |                                 | Liberal          | Segismundo Moret                               | 30 novembre 1906  | 25 gennaio 1907   |  |
|          | Juan Pérez Caballero y Ferrer                  | Antonio Aguilar Correa          | Liberal          |                                                | 30 novembre 1906  | 25 gennaio 1907   |  |
|          | Manuel Allendesalazar y Muñoz                  |                                 | Conservador      | Antonio Maura                                  | 25 gennaio 1907   | 21 ottobre 1909   |  |
|          | Juan Pérez Caballero y Ferrer                  |                                 | Liberal          | Segismundo Moret                               | 21 ottobre 1909   | 9 febbraio 1910   |  |
|          | Manuel García Prieto                           |                                 | Liberal          | José Canalejas                                 | 9 febbraio 1910   | 14 novembre 1912  |  |
|          | Manuel García Prieto                           | Manuel García Prieto            | Liberal          |                                                | 9 febbraio 1910   | 14 novembre 1912  |  |
|          | Álvaro Figueroa y Torres                       |                                 | Liberal          | Álvaro Figueroa y Torres                       | 14 novembre 1912  | 31 dicembre 1912  |  |
|          | Juan Navarro Reverter                          |                                 | Liberal          | Álvaro Figueroa y Torres                       | 31 dicembre 1912  | 13 giugno 1913    |  |
|          | Antonio López Muñoz                            |                                 | Liberal          | Álvaro Figueroa y Torres                       | 13 giugno 1913    | 27 ottobre 1913   |  |
|          | Salvador Bermúdez de Castro y O'Lawlor         |                                 | Conservador      | Eduardo Dato Iradier                           | 27 ottobre 1913   | 9 dicembre 1915   |  |
|          | Miguel Villanueva                              |                                 | Liberal          | Álvaro Figueroa y Torres                       | 9 dicembre 1915   | 25 febbraio 1916  |  |
|          | Álvaro Figueroa y Torres interino              |                                 | Liberal          | Álvaro Figueroa y Torres                       | 25 febbraio 1916  | 30 aprile 1916    |  |
|          | Amalio Gimeno y Cabañas                        |                                 | Liberal          | Álvaro Figueroa y Torres                       | 30 aprile 1916    | 19 aprile 1917    |  |
|          | Juan Alvarado y del Saz                        |                                 | Liberal          | Manuel García Prieto                           | 19 aprile 1917    | 11 giugno 1917    |  |
|          | Salvador Bermúdez de Castro y O'Lawlor         |                                 | Conservador      | Eduardo Dato Iradier                           | 11 giugno 1917    | 3 novembre 1917   |  |
|          | Manuel García Prieto                           |                                 | Liberal          | Manuel García Prieto Gobierno de concentración | 3 novembre 1917   | 2 marzo 1918      |  |
|          | Eduardo Dato Iradier                           |                                 | Conservador      | Antonio Maura Gobierno de concentración        | 2 marzo 1918      | 9 novembre 1918   |  |
|          | Álvaro Figueroa y Torres                       |                                 | Liberal          | Manuel García Prieto                           | 9 novembre 1918   | 15 aprile 1919    |  |
|          | Álvaro Figueroa y Torres                       | Álvaro Figueroa y Torres        | Liberal          |                                                | 9 novembre 1918   | 15 aprile 1919    |  |
|          | Manuel González Hontoria                       |                                 | Conservador      | Antonio Maura                                  | 15 aprile 1919    | 20 luglio 1919    |  |
|          | Salvador Bermúdez de Castro y O'Lawlor         |                                 | Conservador      | Joaquín Sánchez de Toca                        | 20 luglio 1919    | 14 agosto 1921    |  |
|          | Salvador Bermúdez de Castro y O'Lawlor         | Manuel Allendesalazar           | Conservador      |                                                | 20 luglio 1919    | 14 agosto 1921    |  |
|          | Salvador Bermúdez de Castro y O'Lawlor         | Eduardo Dato Iradier            | Conservador      |                                                | 20 luglio 1919    | 14 agosto 1921    |  |
|          | Salvador Bermúdez de Castro y O'Lawlor         | Gabino Bugallal Araújo interino | Conservador      |                                                | 20 luglio 1919    | 14 agosto 1921    |  |
|          | Salvador Bermúdez de Castro y O'Lawlor         | Manuel Allendesalazar           | Conservador      |                                                | 20 luglio 1919    | 14 agosto 1921    |  |
|          | Manuel González Hontoria                       |                                 | Conservador      | Antonio Maura Gobierno de concentración        | 14 agosto 1921    | 8 marzo 1922      |  |
|          | Joaquín Fernández Prida                        |                                 | Conservador      | José Sánchez Guerra                            | 8 marzo 1922      | 4 dicembre 1922   |  |
|          | Francisco Bergamín García                      |                                 | Conservador      | José Sánchez Guerra                            | 4 dicembre 1922   | 7 dicembre 1922   |  |
|          | Santiago Alba Bonifaz                          |                                 | Liberal          | Manuel García Prieto                           | 7 dicembre 1922   | 15 settembre 1923 |  |
|          | Fernando Espinosa de los Monteros y Bermejillo |                                 |                  | Miguel Primo de Rivera Directorio Militar      | 15 settembre 1923 | 3 dicembre 1925   |  |
|          | José de Yanguas Messía                         |                                 | Unión Patriótica | Miguel Primo de Rivera Directorio Civil        | 3 dicembre 1925   | 20 febbraio 1927  |  |
|          | Miguel Primo de Rivera                         |                                 | Unión Patriótica | Miguel Primo de Rivera Directorio Civil        | 20 febbraio 1927  | 30 gennaio 1930   |  |
|          | Dámaso Berenguer                               |                                 |                  | Dámaso Berenguer Dictadura 1930-1931           | 30 gennaio 1930   | 22 febbraio 1930  |  |
|          | Jacobo FitzJames Stuart, XVII duca d'Alba      |                                 |                  | Dámaso Berenguer Dictadura 1930-1931           | 22 febbraio 1930  | 18 febbraio 1931  |  |
|          | Álvaro Figueroa y Torres                       |                                 | Monárquicos      | Juan Bautista Aznar-Cabañas                    | 18 febbraio 1931  | 14 aprile 1931    |  |

## Seconda Repubblica spagnola (1931-1939)
| Espectro político                                               |
| --------------------------------------------------------------- |
| Coalición PRR AR ORGA PRLD PSOE PAE PRP IR UR PNR Independiente |

| Ministro | Ministro                     | Ministro                                  | Partito      | Governo                                               | Inizio            | Fine              |  |
| -------- | ---------------------------- | ----------------------------------------- | ------------ | ----------------------------------------------------- | ----------------- | ----------------- |  |
|          | Alejandro Lerroux            |                                           | PRR          | Niceto Alcalá-Zamora y Torres 1º Gobierno Provisional | 14 aprile 1931    | 16 dicembre 1931  |  |
|          | Alejandro Lerroux            | Manuel Azaña Díaz 2º Gobierno Provisional | PRR          |                                                       | 14 aprile 1931    | 16 dicembre 1931  |  |
|          | Luis de Zulueta              |                                           | PRR          | Manuel Azaña Díaz                                     | 16 dicembre 1931  | 12 giugno 1933    |  |
|          | Fernando de los Ríos Urruti  |                                           | PSOE         | Manuel Azaña Díaz                                     | 12 giugno 1933    | 12 settembre 1933 |  |
|          | Claudio Sánchez-Albornoz     |                                           | AR           | Alejandro Lerroux                                     | 12 settembre 1933 | 16 dicembre 1933  |  |
|          | Claudio Sánchez-Albornoz     | Diego Martínez Barrio                     | AR           |                                                       | 12 settembre 1933 | 16 dicembre 1933  |  |
|          | Leandro Pita                 |                                           | Indipendente | Alejandro Lerroux                                     | 16 dicembre 1933  | 4 ottobre 1934    |  |
|          | Leandro Pita                 | Ricardo Samper Ibáñez                     | Indipendente |                                                       | 16 dicembre 1933  | 4 ottobre 1934    |  |
|          | Ricardo Samper Ibáñez        |                                           | PRR          | Alejandro Lerroux                                     | 4 ottobre 1934    | 16 febbraio 1935  |  |
|          | Juan José Rocha García       |                                           | PRR          | Alejandro Lerroux                                     | 16 febbraio 1934  | 25 settembre 1935 |  |
|          | Alejandro Lerroux            |                                           | PRR          | Joaquín Chapaprieta                                   | 25 settembre 1935 | 29 ottobre 1935   |  |
|          | José Martínez de Velasco     |                                           | PAE          | Joaquín Chapaprieta                                   | 29 ottobre 1935   | 30 dicembre 1935  |  |
|          | José Martínez de Velasco     | Manuel Portela Valladares                 | PAE          |                                                       | 29 ottobre 1935   | 30 dicembre 1935  |  |
|          | Joaquín Urzáiz Cadaval       |                                           | PRP          | 30 dicembre 1935                                      | 19 febbraio 1936  |                   |  |
|          | Augusto Barcia Trelles       |                                           | IR           | Manuel Azaña Díaz                                     | 19 febbraio 1936  | 19 luglio 1936    |  |
|          | Augusto Barcia Trelles       | Augusto Barcia Trelles                    | IR           |                                                       | 19 febbraio 1936  | 19 luglio 1936    |  |
|          | Augusto Barcia Trelles       | Santiago Casares Quiroga                  | IR           |                                                       | 19 febbraio 1936  | 19 luglio 1936    |  |
|          | Justino de Azcárate y Flórez |                                           | PRP          | Diego Martínez Barrio                                 | 19 luglio 1936    | 19 luglio 1936    |  |
|          | Augusto Barcia Trelles       |                                           | IR           | José Giral                                            | 19 luglio 1936    | 4 settembre 1936  |  |
|          | Julio Álvarez del Vayo       |                                           | PSOE         | Francisco Largo Caballero                             | 4 settembre 1936  | 17 maggio 1937    |  |
|          | José Giral                   |                                           | IR           | Juan Negrín                                           | 17 maggio 1937    | 5 aprile 1938     |  |
|          | Julio Álvarez del Vayo       |                                           | PSOE         | Juan Negrín                                           | 5 aprile 1938     | 6 marzo 1939      |  |
|          | Julián Besteiro              |                                           | PSOE         | Consiglio nazionale della difesa                      | 6 marzo 1939      | 26 marzo 1939     |  |

## "Estado Español" - Dittatura franchista (1936-1975)
| Espectro político                          |
| ------------------------------------------ |
| Senza partito Militare Movimiento Nacional |

| Ministro | Ministro                      | Ministro                         | Partito             | Governo                                                    | Inizio           | Fine             |  |
| -------- | ----------------------------- | -------------------------------- | ------------------- | ---------------------------------------------------------- | ---------------- | ---------------- |  |
|          | Francisco Serrat y Bonastre   |                                  |                     | Junta Técnica del Estado (Guerra Civil española 1936-1939) | 5 ottobre 1936   | 22 aprile 1937   |  |
|          | Miguel Ángel de Muguiro       |                                  |                     | Junta Técnica del Estado (Guerra Civil española 1936-1939) | 5 ottobre 1936   | 22 aprile 1937   |  |
|          | Francisco Gómez-Jordana Sousa |                                  |                     | I Gobierno de Francisco Franco                             | 22 aprile 1937   | 9 agosto 1939    |  |
|          | Juan Luis Beigbeder           |                                  | Movimiento Nacional | II Gobierno de Francisco Franco                            | 9 agosto 1939    | 16 ottobre 1940  |  |
|          | Ramón Serrano Súñer           |                                  | Movimiento Nacional | II Gobierno de Francisco Franco                            | 16 ottobre 1940  | 3 settembre 1942 |  |
|          | Francisco Gómez-Jordana Sousa |                                  | Movimiento Nacional | II Gobierno de Francisco Franco                            | 3 settembre 1942 | 3 agosto 1944    |  |
|          | José Félix de Lequerica       |                                  | Movimiento Nacional | II Gobierno de Francisco Franco                            | 3 agosto 1944    | 20 luglio 1945   |  |
|          | Alberto Martín-Artajo Álvarez |                                  | Movimiento Nacional | III Gobierno de Francisco Franco                           | 20 luglio 1945   | 25 febbraio 1957 |  |
|          | Alberto Martín-Artajo Álvarez | IV Gobierno de Francisco Franco  | Movimiento Nacional |                                                            | 20 luglio 1945   | 25 febbraio 1957 |  |
|          | Fernando María Castiella      |                                  | Movimiento Nacional | V Gobierno de Francisco Franco                             | 25 febbraio 1957 | 29 ottobre 1969  |  |
|          | Fernando María Castiella      | VI Gobierno de Francisco Franco  | Movimiento Nacional |                                                            | 25 febbraio 1957 | 29 ottobre 1969  |  |
|          | Fernando María Castiella      | VII Gobierno de Francisco Franco | Movimiento Nacional |                                                            | 25 febbraio 1957 | 29 ottobre 1969  |  |
|          | Gregorio López-Bravo          |                                  | Movimiento Nacional | VIII Gobierno de Francisco Franco                          | 29 ottobre 1969  | 11 giugno 1973   |  |
|          | Laureano López Rodó           |                                  | Movimiento Nacional | Luis Carrero Blanco                                        | 11 giugno 1973   | 3 gennaio 1974   |  |
|          | Laureano López Rodó           | Torcuato Fernández-Miranda Hevia | Movimiento Nacional |                                                            | 11 giugno 1973   | 3 gennaio 1974   |  |
|          | Laureano López Rodó           | Carlos Arias Navarro             | Movimiento Nacional |                                                            | 11 giugno 1973   | 3 gennaio 1974   |  |
|          | Pedro Cortina                 |                                  | Movimiento Nacional | Carlos Arias Navarro                                       | 3 gennaio 1974   | 13 dicembre 1975 |  |

## La transizione con Juan Carlos I (1975-1977) e la democrazia parlamentare (dal 1977)
| Ministro                                     | Ministro         | Ministro                            | Partito                             | Governo                                | Inizio           | Fine                                                           |
| -------------------------------------------- | ---------------- | ----------------------------------- | ----------------------------------- | -------------------------------------- | ---------------- | -------------------------------------------------------------- |
| Affari esteri                                |                  |                                     |                                     |                                        |                  |                                                                |
|                                              |                  | José María de Areilza               | Movimento Nazionale                 | Carlos Arias Navarro                   | 13 dicembre 1975 | 7 luglio 1976                                                  |
|                                              |                  | Marcelino Oreja Aguirre             | Unione del Centro Democratico       | Governo Suárez I                       | 7 luglio 1976    | 5 luglio 1977                                                  |
| Governo Suárez II                            | 5 luglio 1977    | Marcelino Oreja Aguirre             | Unione del Centro Democratico       | 6 aprile 1979                          |                  |                                                                |
| Governo Suárez III                           | 6 aprile 1979    | Marcelino Oreja Aguirre             | Unione del Centro Democratico       | 8 settembre 1980                       |                  |                                                                |
| Governo Suárez III                           |                  |                                     | José Pedro Pérez-Llorca             | Unione del Centro Democratico          | 9 settembre 1980 | 27 febbraio 1981                                               |
| Governo Calvo-Sotelo                         | 27 febbraio 1981 | 3 dicembre 1982                     | José Pedro Pérez-Llorca             | Unione del Centro Democratico          |                  |                                                                |
|                                              |                  | Fernando Morán López                | Partito Socialista Operaio Spagnolo | Governo González I                     | 3 dicembre 1982  | 6 luglio 1985                                                  |
|                                              |                  | Francisco Fernández Ordóñez         | Partito Socialista Operaio Spagnolo | Governo González I                     | 6 luglio 1985    | 26 luglio 1986                                                 |
| Governo González II                          | 26 luglio 1986   | Francisco Fernández Ordóñez         | Partito Socialista Operaio Spagnolo | 7 dicembre 1989                        |                  |                                                                |
| Governo González III                         | 7 dicembre 1989  | Francisco Fernández Ordóñez         | Partito Socialista Operaio Spagnolo | 24 giugno 1992                         |                  |                                                                |
| Governo González III                         |                  |                                     | Javier Solana                       | Partito Socialista Operaio Spagnolo    | 24 giugno 1992   | 14 luglio 1993                                                 |
| Governo González IV                          | 14 luglio 1993   | 19 dicembre 1995                    | Javier Solana                       | Partito Socialista Operaio Spagnolo    |                  |                                                                |
| Governo González IV                          |                  |                                     | Carlos Westendorp y Cabeza          | Partito Socialista Operaio Spagnolo    | 19 dicembre 1995 | 6 maggio 1996                                                  |
|                                              |                  | Abel Matutes                        | Partito Popolare                    | Governo Aznar I                        | 6 maggio 1996    | 28 aprile 2000                                                 |
|                                              |                  | Josep Piqué y Camps                 | Partito Popolare                    | Governo Aznar II                       | 28 aprile 2000   | 10 luglio 2002                                                 |
|                                              |                  | Ana de Palacio y del Valle-Lersundi | Partito Popolare                    | Governo Aznar II                       | 10 luglio 2002   | 17 aprile 2004                                                 |
| Affari esteri e cooperazione                 |                  |                                     |                                     |                                        |                  |                                                                |
|                                              |                  | Miguel Ángel Moratinos              | Partito Socialista Operaio Spagnolo | Governo Zapatero I                     | 18 aprile 2004   | 14 aprile 2008                                                 |
| Governo Zapatero II                          | 14 aprile 2008   | Miguel Ángel Moratinos              | Partito Socialista Operaio Spagnolo | 21 ottobre 2010                        |                  |                                                                |
| Governo Zapatero II                          |                  |                                     | Trinidad Jiménez García-Herrera     | Partito Socialista Operaio Spagnolo    | 21 ottobre 2010  | 22 dicembre 2011                                               |
|                                              |                  | José García-Margallo y Marfil       | Partito Popolare                    | Governo Rajoy I                        | 22 dicembre 2011 | 4 novembre 2016 (ad interim: 21 dicembre 2015-4 novembre 2016) |
|                                              |                  | Alfonso Dastis                      | Indipendente                        | Governo Rajoy II                       | 4 novembre 2016  | 7 giugno 2018                                                  |
| Affari esteri, Unione europea e cooperazione |                  |                                     |                                     |                                        |                  |                                                                |
|                                              |                  | Josep Borrell                       | Partito Socialista Operaio Spagnolo | Governo Sánchez I                      | 7 giugno 2018    | 30 novembre 2019                                               |
|                                              |                  | Margarita Robles facente funzioni   | Indipendente                        | Governo Sánchez I                      | 30 novembre 2019 | 13 gennaio 2020                                                |
|                                              |                  | Arancha González                    | Indipendente                        | Governo Sánchez II                     | 13 gennaio 2020  | 12 luglio 2021                                                 |
|                                              |                  | José Manuel Albares                 | Indipendente                        | Governo Sánchez II-Governo Sánchez III | 12 luglio 2021   | in carica                                                      |